# Priez les morts, tuez les vivants
Pour plus de détails, voir Fiche technique et Distribution.
Priez les morts, tuez les vivants (en italien : Prega il morto e ammazza il vivo) est un western réalisé par le cinéaste italien Giuseppe Vari et sorti le 13 août 1971 en Italie et le 24 mai 1972 en France.

## Synopsis
Après que toute sa famille a été massacrée par Dan Hogan, un bandit de grands chemins, John Webb se fait engager par lui comme guide pour emmener sa bande au Mexique avec un important butin.

## Fiche technique
- Titre : Priez les morts, tuez les vivants
- Titre original : Prega il morto e ammazza il vivo
- Réalisation : Giuseppe Vari
- Scénario : Adriano Bolzoni
- Décors : Renato Postiglione
- Musique : Mario Migliardi
- Montage : Giuseppe Vari
- Société de production : Castor Film
- Pays de production :  Italie
- Durée : 90 minutes
- Date de sortie : 
  - Italie : 13 août 1971
  - France (Paris) : 24 mai 1972

## Distribution
- Klaus Kinski (VF : Jacques Thébault) : Dan Hogan
- Victoria Zinny (VF : Nelly Benedetti) : Eleanor
- Paolo Casella (VF : Denis Savignat) : John Webb
- Dino Strano (VF : Jacques Deschamps) : Reed
- Patrizia Adiutori (VF : Francine Lainé) : Santa
- John Ely (VF : Yves-Marie Maurin) : Dick
- Anthony Rock (VF : René Bériard) : Oswald
- Dante Maggio : Jonathan
- Fortunato Arena (VF : Pierre Collet) : le postillon de la diligence
- Anna Zinnemann (VF : Perrette Pradier) : Novoletta
- Adriana Giuffrè (VF : Evelyn Selena) : Daisy
- Gianni Pulone
- Aldo Barberito (VF : Claude Bertrand) : Greene
- Goffredo Unger (VF : Serge Sauvion) : Skelton
- Mario Dordanelli (VF : Pierre Garin) : Sam, le mexicain
- Domenico Maggio (VF : Henry Djanik) : Cobra

## Accueil critique
Quentin Tarantino l'a classé 16e dans sa liste des 20 meilleurs westerns spaghetti.